# Opatówek (Groot-Polen)
Opatówek is een dorp in de Poolse woiwodschap Groot-Polen. De plaats maakt deel uit van de gemeente Opatówek en telt 3800 inwoners.

## Verkeer en vervoer
- Station Opatówek
- Station Opatówek Wąskotorowy